# Anna Hints
Pour les articles homonymes, voir Hints.
Anna Hints née le 27 mai 1982 à Tartu est une réalisatrice estonienne.

## Biographie
Anna Hints étudie la littérature estonienne et comparée. Elle s'intéresse aux traditions populaires. De 2003 à 2006, elle étudie la photographie à l'École supérieure d'art de Tartu. De 2010 à 2013, elle poursuit ses études à la Baltic School of Film and Media de l'Université de Tallinn. Elle obtient un bachelor of Arts et un Master of Arts. Son premier court-métrage Free World remporte plusieurs prix. Elle fait partie du trio électronique-folk Eeter.
Elle travaille pendant sept ans sur son premier long métrage, Smoke Sauna Sisterhood sur les saunas à fumée du comté de Võru. Il s'agit d'une pratique ancestrale et sacrée inscrite au patrimoine immatériel de l’Unesco, en 2014. Le film est remarqué au festival Sundance.

## Films
- Vaba maa, 23 min, 2012
- Õnne manifest, 13 min, 2014
- Ice, 15 min, 2018
- For tomorrow paradise arrives, 28min, 2021
- Smoke Sauna Sisterhood (Savvusanna sõsarad), 89 min, 2023

## Prix et distinctions

### Free World
- Young Filmmaker Award, Kaljo Kiisa named
- meilleur court métrage, Black Nights Film Festival, Tallinn

### Smoke Sauna Sisterhood
- prix du meilleur documentaire, European film Award, 2023
- Prix pour une justice sociale, Hamptons International Film Festival, 2023
- Meilleur documentaire, San Francisco International Film Festival, 2023
- Meilleure réalisation, Sundance Film Festival, 2023
- grand prix, Black Nights film Festival, Tallinn, 2023
- prix de la meilleure réalisation, Festival du film de Sundance, 2023